# Jinotepe
Jinotepe é uma cidade da Nicarágua, capital do departamento de Carazo. Foi fundada em 11 de fevereiro de 1883 e, segundo estimativas de 2005, conta com uma população de 29.500 habitantes.